# Reichertsheim
Reichertsheim är en kommun och ort i Landkreis Mühldorf am Inn i Regierungsbezirk Oberbayern i förbundslandet Bayern i Tyskland.
Kommunen ingår i kommunalförbundet Reichertsheim tillsammans med kommunen Kirchdorf.